# نجد الحيفة (السدة)

تعديل مصدري - تعديل

نجد الحيفة محلة تابعة لقرية بيت معزب، التابعة لعزلة جبل عصام بمديرية السدة إحدى مديريات محافظة إب في الجمهورية اليمنية.، بلغ تعداد سكانها 42 حسب تعداد اليمن لعام 2004.